# بوب جارفيس (لاعب دوري الرغبي)
بوب جارفيس (بالإنجليزية: Bob Jarvis)‏ هو لاعب دوري الرغبي نيوزيلندي، ولد في 3 سبتمبر 1950.